# Gorg (stacja metra)
Gorg – stacja metra w Barcelonie, na linii 2 i linii 10. Stacja została otwarta w 1985.